# Trychosis cameronii
Trychosis cameronii är en stekelart som först beskrevs av Dalla Torre 1902.  Trychosis cameronii ingår i släktet Trychosis och familjen brokparasitsteklar. Inga underarter finns listade i Catalogue of Life.